# Phorbol-12-myristat-13-acetat
Phorbol-12-myristat-13-acetat (PMA), alternativ auch 12-O-tetradecanoylphorbol-13-acetat oder Tetradecanoylphorbol-acetat (TPA) bezeichnet, gehört zur Gruppe der Phorbolester. Das Molekül wird in der biochemischen Forschung genutzt, um die Proteinkinase C (PKC) als Strukturanalogon des Diacylglycerins zu aktivieren.
Die Wirkung von PMA resultiert aus der strukturellen Ähnlichkeit zu einem der natürlichen Aktivatoren der PKC-Isoformen, dem Diacylglycerol.
PMA ist ein Studienobjekt in der Behandlung von Leukämien. Es hat einen besonderen Nutzen zur Krebsdiagnostik, da es als B-Zell-spezifisches Mitogen in einem zytogenetischen Test dienen kann. Im ELISPOT werden Phorbolester wie PMA als Positivkontrolle eingesetzt, um die Zellviabilität und die Sekretion von Zytokinen in den verwendeten Zellen nachzuweisen.
PMA wurde zuerst in einer südostasiatischen Pflanze der Gattung Croton gefunden, die bei Berührung ähnlich wie der Giftsumach einen Hautausschlag hervorruft. Pflanzen mit höheren Gehalten an Phorbolestern sind problematische Futtermittel in der Tiermast von Pflanzenfressern.